# Ryszarda Hanin

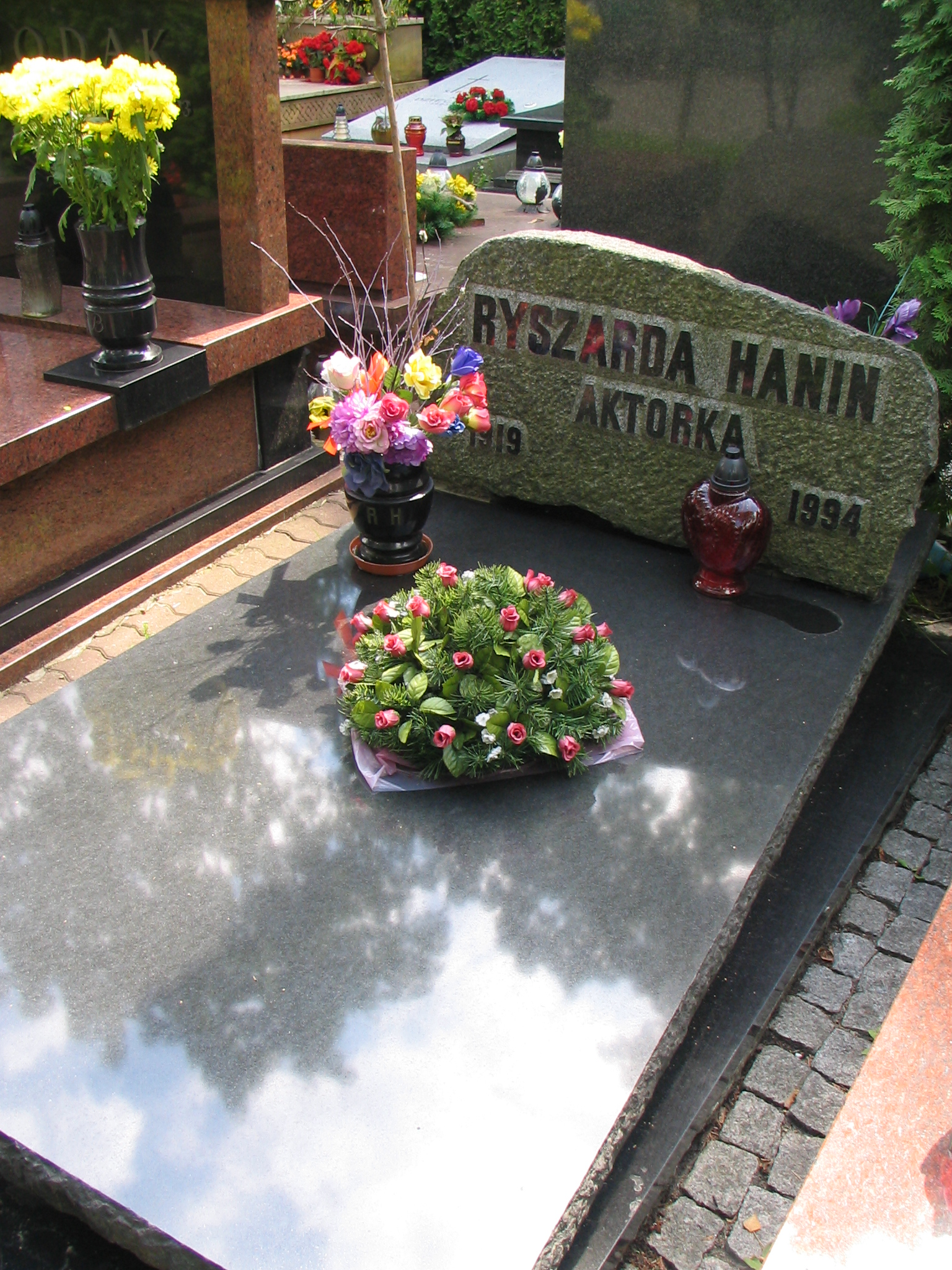
Grób Ryszardy Hanin na cmentarzu Wojskowym na Powązkach w Warszawie,
22 lipca 2008

Ryszarda Hanin właśc. Szarlota Hahn (ur. 30 sierpnia 1919 we Lwowie, zm. 1 stycznia 1994 w Otwocku) – polska aktorka, reżyserka i pedagog, profesor sztuki.

## Życiorys
Urodziła się we Lwowie w zamożnej i spolonizowanej rodzinie żydowskiej. Jej ojciec Józef był przemysłowcem i urzędnikiem na kolei, a matka zajmowała się domem. Miała o dziesięć lat starszego brata Leonarda, który został lekarzem psychiatrą. Sama Hanin chciała zostać pielęgniarką. Uczęszczała do Prywatnego Gimnazjum Żeńskiego im. Adama Mickiewicza. Ponadto chodziła na lekcje tańca, miała instruktora jazdy na łyżwach, uczyła się też śpiewu i grała w przedstawieniach amatorskich. Po maturze w 1937 roku wyjechała do Paryża, gdzie przez dwa lata studiowała literaturę francuską na Sorbonie i jednocześnie uczęszczała do Studia Charles’a Dullina przy Théâtre de l’Atelier.
W sierpniu 1939 r. przyjechała na wakacje do Lwowa, gdzie zastał ją wybuch II wojny światowej. Pracowała w Domu Sierot, a następnie statystowała w Krakowiakach i góralach w Polskim Teatrze Dramatycznym. Po wkroczeniu Niemców do Lwowa wraz z mężem, poetą Leonem Pasternakiem (ślub 5 marca 1940), ewakuowała się w głąb ZSRR, gdzie została spikerką Rozgłośni Polskiej ZPP w Saratowie i Kujbyszewie, a następnie współzałożycielką i aktorką teatru 1 Dywizji im. Tadeusza Kościuszki, z którym wróciła do kraju. W teatrze tym w 1944 r. debiutowała jako Aniela w Ślubach panieńskich Aleksandra Fredry. W tym samym roku dowiedziała się, że jej brata rozstrzelano wraz z całym personelem szpitala na lwowskim Kulparkowie.
Następnie występowała w Teatrze Wojska Polskiego w Łodzi, gdzie w marcu 1945 zdała aktorski egzamin eksternistyczny. W 1949 roku przeniosła się do Warszawy, gdzie grała w Teatrze Polskim (1949–1954 i 1957–1963) oraz w Teatrze Domu Wojska Polskiego (Dramatycznym) (1954–1957 i od 1963 do śmierci). Występowała też gościnnie w innych teatrach. Współpracowała z Teatrem Telewizji od początku jego istnienia. Od 1951 roku aż do śmierci w 1994 roku była wykładowcą PWST w Warszawie, w latach 1966–1969 prodziekanem Wydziału Aktorskiego tej uczelni. W 1966 r. zdała reżyserski egzamin eksternistyczny. W 1956 r. rozstała się z mężem, następnie przez 16 lat była związana z aktorem Janem Matyjaszkiewiczem.
Weszła w skład Honorowego Komitetu Obchodów 70. rocznicy Odzyskania Niepodległości przez Polskę 11 listopada 1988 roku, którego przewodnictwo objął I sekretarz Komitetu Centralnego Polskiej Zjednoczonej Partii Robotniczej gen. armii Wojciech Jaruzelski.
W ostatnich latach była ciężko chora, lecz mimo wszystko do ostatnich chwil występowała w teatrze. 31 grudnia 1993 roku wyrwała się na dzień z sanatorium w Świdrze (dzielnica Otwocka) i przyjechała do Warszawy, by wspólnie z przyjaciółmi spędzić sylwestra. Zmarła nagle wieczorem 1 stycznia 1994 roku po powrocie do sanatorium. Pochowana na cmentarzu Wojskowym na Powązkach (kwatera A3 tuje-1-17).

## Filmografia
- 1965: Podziemny front jako Elza, współpracownica Gestapo (odc. 2)
- 1966: Don Gabriel jako Helena
- 1969: Zbrodniarz, który ukradł zbrodnię jako matka Ewy Salm
- 1970: Przystań jako Bosakowa
- 1970: Romantyczni jako ciotka rezydentka
- 1971: Antek jako matka Antka
- 1971: Brylanty pani Zuzy jako babka Joanny
- 1972: Opowieść jako pani Kawecka
- 1973: Ciemna rzeka jako matka Zenka
- 1973: Drzwi w murze jako matka Krystyny
- 1974: Najważniejszy dzień życia (odcinek Gra) jako Melania Kicała
- 1974: Zapamiętaj imię swoje jako Halina Truszczyńska, przybrana matka Eugeniusza
- 1975: Niespotykanie spokojny człowiek jako Aniela Włodkowa
- 1975: Noce i dnie jako Żarnecka, kucharka w Serbinowie
- 1976: Polskie drogi jako Ewelina Heimann, matka Johana
- 1976: Przepłyniesz rzekę jako matka
- 1976: Zofia jako Zofia
- 1977: Noce i dnie jako Żarnecka, kucharka Niechciców
- 1977: Żołnierze wolności jako rozstrzelana komunistka (cz. 2)
- 1978: Płomienie jako matka
- 1979: Gwiazdy poranne jako Aleksandra Walendowska
- 1980: Panienki jako chora
- 1981: Biłek jako Karolina, siostra Ignacego
- 1981: Errata, czyli sceny pokutne w nowych osiedlach jako matka Michała
- 1981: Ryś jako Hela, gospodyni księdza
- 1982: Coś się kończy jako nauczycielka Stanisława
- 1982: Śpiewy po rosie jako Januszkowa
- 1983: Seksmisja jako dr Jadwiga Yanda, córka Maksa
- 1983: Wedle wyroków twoich... jako siostra Teresa, przełożona klasztoru
- 1984: 07 zgłoś się jako gospodyni proboszcza w Ostrołęce (odc. 15)
- 1984: Kobieta z prowincji jako matka Andzi
- 1984: Umarłem, aby żyć jako służąca chorego na tyfus profesora
- 1985: Rośliny trujące jako Siarowa
- 1985: Zdaniem obrony jako opiekunka pałacu
- 1986: Inna wyspa jako Karolka, pensjonariuszka zakładu
- 1987: Rzeka kłamstwa jako Cyriakowa, matka Maryny
- 1988: Bliskie spotkania z wesołym diabłem jako turystka
- 1988: Przyjaciele wesołego diabła jako turystka (odc. 1 i 2)
- 1989: Deja vu jako Wanda Pollack, matka Johnny’ego
- 1989: Janka jako Weronika, ciotka Janki
- 1991: Jeszcze tylko ten las jako Kulgawcowa
- 1992: Naprawdę krótki film o miłości, zabijaniu i jeszcze jednym przykazaniu jako matka Wojtka (głos)
- 1993: Żywot człowieka rozbrojonego jako wdowa Zubrzyńska

## Ordery i odznaczenia
- Order Sztandaru Pracy II klasy (1974)
- Krzyż Oficerski Orderu Odrodzenia Polski (11 lipca 1955)[10]
- Złoty Krzyż Zasługi (22 lipca 1953)[11]
- Medal 10-lecia Polski Ludowej (19 stycznia 1955)[12]
- Medal „Za udział w walkach o Berlin” (1968)
- Złoty Medal „Za Zasługi dla Obronności Kraju” (1973)
- Brązowy Medal „Za zasługi dla obronności kraju” (1966)[13]
- Odznaka 1000-lecia Państwa Polskiego (1967)
- Odznaka tytułu honorowego „Zasłużony dla Kultury Narodowej” (1989)
- Odznaka „Zasłużony Działacz Kultury” (1978)
- Odznaka tytułu honorowego „Zasłużony Nauczyciel PRL” (1969)
- Order Uśmiechu

## Nagrody
- Nagroda Ministra Oświaty za rolę Ariela w Burzy na II Festiwalu Sztuk Szekspirowskich (1947)
- II nagroda na Festiwalu Sztuk Rosyjskich i Radzieckich w Warszawie (1950)
- III nagroda na Festiwalu Polskich Sztuk Współczesnych za rolę Anny Danielak w Trzeba było iskry oraz Hani Tokarek w Dobrym człowieku w Teatrze Polskim w Warszawie (1951)
- II nagroda na Festiwalu Polskich Sztuk Współczesnych (1952)
- Nagroda Komitetu do Spraw Radia i Telewizji (1966)
- I nagroda na Szczecińskim Tygodniu Kulturalnym (1968)
- Złoty Ekran za kreacje aktorskie w TV w sezonie 1969/70 (1970)
- Nagroda Komitetu do Spraw Radia i Telewizji za najwybitniejszą kreację roku w Teatrze - Niespodziance Rostworowskiego (1970)
- Nagroda Komitetu do Spraw Radia i Telewizji za wybitne kreacje aktorskie w Teatrze TV (1972)
- Złota Kamera przyznana przez pismo „Film” w kategorii najlepszy aktor lub debiut aktorski – nagroda za rolę w filmie Drzwi w murze (1974)
- Złote Grono na VI Lubuskim Lecie Filmowym w Łagowie za rolę kobiecą w filmie Drzwi w murze (1974)
- Srebrna Muszla na MFF w San Sebastian za rolę w filmie Drzwi w murze (1974)
- Kufel Warmiński - nagroda w plebiscycie „Panoramy Północy” (1975)
- Nagroda Ministra Kultury i Sztuki I stopnia w dziedzinie teatru (1975)
- Nagroda Przewodniczącego Komitetu do Spraw Radia i Telewizji za rolę w filmie Wielka gra (1975)
- Złote Grono na IX Lubuskim Lecie Filmowym w Łagowie za rolę w filmie Zofia (1977)
- Nagroda Ministra Obrony Narodowej I stopnia w dziedzinie teatru i filmu (1978)
- Nagroda Ministra Kultury i Sztuki I stopnia za całokształt twórczości aktorskiej w Teatrze TV (1981)
- Nagroda Miasta Stołecznego Warszawy za rok 1982 (1983)
- Nagroda Teatralna Prezydenta Warszawy za kreację aktorską w monodramie Róża jest różą, jest różą... (1984)
- Złote Lwy Gdańskie na XVI FPFF w Gdyni za najlepszą rolę żeńską (Kulgawcowa) w filmie Jeszcze tylko ten las (1991)
- Nagroda Szefa Kinematografii za kreacje aktorskie w dziedzinie filmu fabularnego - rolę Kulgawcowej w filmie Jeszcze tylko ten las (1991)